# Obertraubling
Obertraubling es un municipio situado en distrito de Ratisbona, en el estado federado de Baviera (Alemania). Tiene una población estimada, a fines de 2020, de 8470 habitantes.
Está ubicado en el centro del estado, en la región de Alto Palatinado, cerca de la orilla del río Danubio y de la ciudad de Ratisbona.